# Висарионов патерик
Висарионовият патерик е среднобългарски хартиен ръкопис, пазен до неотдавна в библиотеката на православния манастир Кърка, Далмация, под № 4 (по-рано № 264/62). От 1991 г. тази сбирка е депозирана в Народната библиотека на Сърбия, Белград.
Ръкописът съдържа славянски превод на Скитския патерик – сборник кратки разкази из живота на ранното монашество. Бележка в края му (лист 224а-б) съобщава, че е бил преписан от монаха Висарион в „лаврата на безплътния архистратиг Михаил“ през 1346 г., „при христолюбивия и благороден цар Иван Александър, владеещ българското и гръцкото царство“. Предполага се, че лаврата „Св. архангел Михаил“ е един от скалните манастири край село Иваново.